# Nižné Zbojnícke pleso
Nižné Zbojnícke pleso nebo Nižné Sesterské pleso je morénové jezero na Zbojnícke pláni v horní části Velké Studené doliny ve Vysokých Tatrách na Slovensku. Podle slovenského názvosloví je počítáno do skupiny Zbojníckych ples, zatímco podle polského názvosloví je počítáno do skupiny Sesterských ples. Má rozlohu 0,1950 ha a je 63 m dlouhé a 50 m široké. Dosahuje maximální hloubky 2,5 m a objemu 1426 m³. Leží v nadmořské výšce 1955 m.

## Okolí
Pleso se nachází pod  modrou turistickou značkou od Zbojnícke chaty směrem k Prielomu. Na jih od plesa se zvedá Slavkovská galéria a nad ní se tyčí Bradavica a Západná Slavkovská veža.

## Vodní režim
Do plesa přitéká ze severu Zbojnícky potok, pravá zdrojnice Veľkého Studeného potoka, z Prostredného Zbojníckeho plesa a pokračuje na východ do Dlhého plesa. Rozměry jezera v průběhu času zachycuje tabulka:
| Rok     | Měření prováděl   | Rozloha ha | Délka m | Šířka m | Hloubka max.m | Objem m³ |
| ------- | ----------------- | ---------- | ------- | ------- | ------------- | -------- |
| 1931–32 | Józef Szaflarski  | 0,216      | 68      | 45      | 2,4           | [ 2 ]    |
| 1961–67 | pracovníci TANAPu | 0,192      | 63      | 50      | 2,5           | [ 2 ]    |
| 2005    | Gregor, Pacl      | 0,1950     | [ 2 ]   | [ 2 ]   | 2,5           | 1426     |

## Přístup
Pleso je veřejnosti přístupné každoročně v období od 16. června do 31. října. Pěší přístup je možný:
- po  modré turistické značce od Zbojnícke chaty.
- po  modré turistické značce z Lysé Poľany přes sedlo Prielom.